# Septembre 1896

## Événements
- Soudan : le sirdar Kitchener Pacha, à la tête d’une armée britannico-égyptienne, s’empare de Dongola. Il mène une campagne difficile en remontant la vallée du Nil.
- 1er septembre : conquête de Ouagadougou par la colonne Voulet-Chanoine.
- 5 septembre : fondation du 1. FC Munich 1896
- 7 septembre : première course automobile sur circuit aux États-Unis (Rhode Island State Fair).
- 10 septembre : une tornade traverse le cœur de Paris
- 18 septembre :
  - Le pape Léon XIII se prononce contre la validité des ordinations de l’Église anglicane dans sa lettre apostolique Apostolicae curae.
  - Federico Errázuriz Echaurren est élu président du Chili (fin en 1901). République parlementaire au Chili jusqu’en 1925.
- 19 septembre : Voulet et Chanoine contraignent Alpha Hamaria (un chef de guerre Zarma) à signer un traité de protectorat, à Sati (Sud du Burkina Faso)[1].
- 24 septembre - 3 octobre : course automobile Paris-Marseille-Paris. À cette occasion, Émile Levassor est victime d’un accident grave entraînant son décès quelques mois plus tard. Levassor est la première victime du sport auto.
- 30 septembre : convention franco-italienne : l’Italie reconnaît le protectorat français sur la Tunisie.

## Naissances
- 1er septembre : Paul Struye, homme politique belge († 16 février 1974).
- 4 septembre : Antonin Artaud, dramaturge et poète français.
- 5 septembre :
  - Marc de Molènes (mort le 24 septembre 1934), avocat et homme politique français
  - Heimito von Doderer (mort le 23 décembre 1966), écrivain autrichien
  - Albert Becker (mort le 7 mai 1984), joueur d'échecs autrichien
  - Rudolf Nissen (mort le 22 janvier 1981), chirurgien allemand
- 14 septembre : José Mojica, ténor et acteur mexicain.
- 16 septembre : Margaret Fitzgerald, supercentenaire.
- 17 septembre : Denise Grey, comédienne française († 13 janvier 1996).

## Décès
- 5 septembre :
  - Jean Baptiste Désiré Beauvais (né le 20 mai 1831), entrepreneur danois
  - Marie-Isabelle d'Alcantara Bourbon (née le 28 février 1830), fille légitimée de l'empereur Pierre Ier du Brésil
- 10 septembre : Kate Horn, actrice et directrice de théâtre canadienne (° 1826).
- 23 septembre : Gilbert Duprez, chanteur d'opéra français.
- 24 septembre : Emmanuel Benner, peintre français (° 28 mars 1836).
- 30 septembre : Alfred Pampalon, prêtre canadien (° 24 novembre 1867).